# فران كورتيس
فران كورتيس (بالإسبانية: Fran Cortés)‏ هو لاعب كرة قدم إسباني في مركز الوسط، ولد في 4 فبراير 1986 في قادس في إسبانيا. لعب مع بوليديبورتيفو إيخيذو ونادي قادش.

## وصلات خارجية
- فران كورتيس على موقع قاعدة بيانات كرة القدم.إي يو (الإنجليزية)
- فران كورتيس على موقع Soccerway.com (الإنجليزية)